# Kościół św. Karola Boromeusza w Warszawie (Wola)

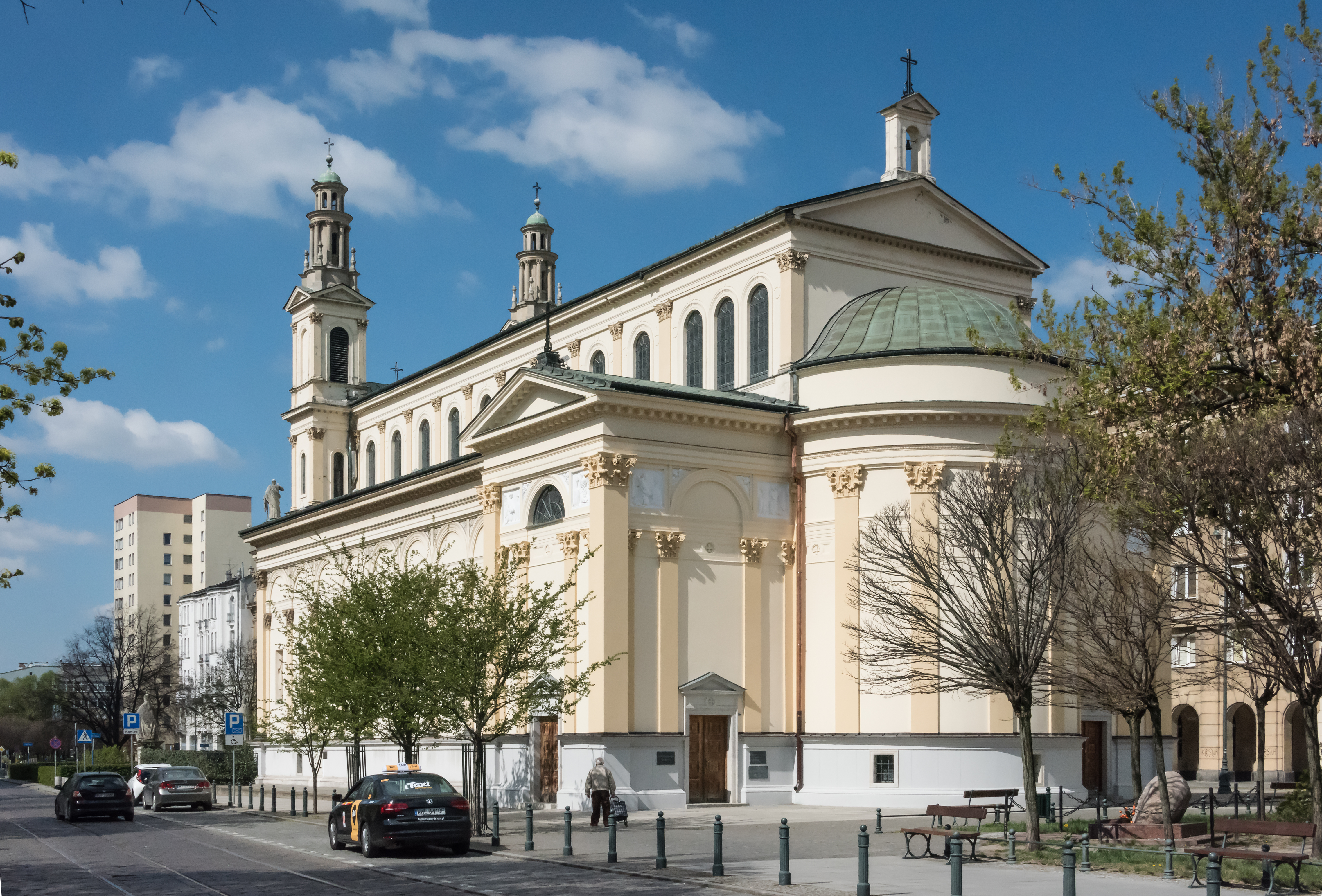
Świątynia od strony południowo-wschodniej

Kościół św. Karola Boromeusza – kościół znajdujący się przy ul. Chłodnej 21 na warszawskim Mirowie. Wybudowany w latach 1841–1849 w stylu neorenesansowym według projektu Henryka Marconiego.

## Historia
Miejscowa parafia jest czwartą z kolei (po kościele NMP na Nowym Mieście, katedrze św. Jana i kościele św. Krzyża) parafią katolicką w Warszawie. Jej pierwszą siedzibą był kościół św. Andrzeja na placu Teatralnym, stąd też św. Andrzej nadal pozostaje jej patronem. Po 1815 przeniesiono ją do kościoła św. Antoniego z Padwy przy ul. Senatorskiej, by ostatecznie znaleźć siedzibę w nowym kościele zbudowanym w miejscu istniejącego tam w latach 1820–1840 placu Pod Lwem.
Kościół, ufundowany przez księżniczkę Klementynę Sanguszko-Małachowską, właścicielkę dóbr lubartowskich, która przeznaczyła na ten cel 200 000 złp, wzniesiony został u zbiegu ulic Chłodnej i Elektoralnej na terenie placu Pod Lwem, na zakończeniu Osi Saskiej. Kamień węgielny położono 18 sierpnia 1841 roku. Po śmierci fundatorki w Paryżu 26 grudnia 1841, chwilowo przerwano prace przy budowie. Wtedy rząd postanowił przeznaczyć na budowę, początkowo 150 000 złp i powtórnie 117 738 gr. (w październiku 1847).
Pierwszym proboszczem został ks. Tomasz Chmielewski biskup tytularny Gratianopolis oraz sufragan archidiecezji warszawskiej (zmarł w trakcie budowy kościoła w lipcu 1844). Po jego śmierci parafią rządzili administratorzy. Pierwszym był ks. Jakub Szarkiewicz, profesor dawnego uniwersytetu stołecznego i akademii duchownej, kanonik metropolitalny, który także zmarł w czasie budowy (30 września 1846). Po nim administratorem został ks. Marcin Zarzecki i jemu, zgodnie z ceremoniałem rzymskim, biskup Łubieński przekazał w dniu konsekracji klucze do świątyni.
Kościół wspominany w XIX-wiecznych dziennikach podróży (ul. Chłodna stanowiła główną zachodnią arterię wylotową Warszawy), restaurowany był w latach 1854, 1870 i 1886.
W czasie obrony Warszawy we wrześniu 1939 przy kościele powstał prowizoryczny cmentarz; groby zaczęto usuwać na rozkaz władz niemieckich w listopadzie 1939.
Po klęsce powstania warszawskiego Niemcy wysadzili prezbiterium i kaplice boczne kościoła. Został on odbudowany po wojnie, prace zakończono w 1956 roku. W prezbiterium zawieszono XVII-wieczny obraz „Męczeństwo św. Andrzeja” autorstwa śląskiego artysty Michaela Willmana. 

## Architektura
Świątynię wzorowano na rzymskiej bazylice Santa Maria Maggiore, bazylice św. Pawła za Murami, a wnętrze na kościele Notre-Dame-de-Lorette w Paryżu. Zbudowany został na planie krzyża łacińskiego; trójnawowy, z płaskim stropem kasetonowym opartym na żeliwnych kolumnach korynckich i prezbiterium zamkniętym absydą. Wezwanie jest przypuszczalnie związane z ożywieniem kultu św. Karola Boromeusza w czasach rządów arcybiskupa paryskiego hrabiego de Quélena, który w okresie restauracji Burbonów popularyzował architekturę wczesnochrześcijańską oraz idee monarchistyczne (a w ślad za nim członek komitetu budowy kościoła biskup Tadeusz Łubieński).
Fasada flankowana dwiema wieżami, poprzedzona trójarkadowym przedsionkiem. Na fasadzie umieszczono figury apostołów Piotra i Pawła. Wieńczy ją fronton z tympanonem, przedstawiającym patrona kościoła – Karola Boromeusza, udzielającego sakramentu Komunii mieszkańcom Mediolanu podczas epidemii dżumy w 1567 roku. Schody przed głównym wejściem (od strony zachodniej) ozdobiono rzeźbami autorstwa Ludwika Kauffmanna i Pawła Malińskiego, wykonanymi w latach 1841-1849 i przedstawiającymi Ojców Kościoła: świętych Augustyna, Ambrożego, Grzegorza i Hieronima oraz apostołów Piotra i Pawła. Kauffmann był też autorem płaskorzeźby zdobiącej fronton budowli.
Współczesny wydarzeniom autor, Julian Bartoszewicz, tak opisywał ówczesny wystrój kościoła (zachowano pisownię oryginalną z pominięciem kreskowanego é):

Cały stanął dopiero w 1849 roku. Od połowy października prawie aż do samych dni poświęcenia, pobożni mogli go zwiedzać i oglądać w szczegółach, za złożeniem przy wnijściu dobrowolnej ofiary na korzyść sierot zostających pod opieką towarzystwa dobroczynności. Wielu korzystało z tego pozwolenia i lubowało się świątyniom, jedną z najpiękniejszych w Warszawie. U wejścia przyozdobiły ją wspaniałe kolosalnej wielkości cztery posągi wielkich doktorów kościoła: świętych Hieronima, Ambrożego, Grzegorza i Augustyna, a dwa pierwszych apostołów, ś-tych Piotra i Pawła. Są i nasi święci: Stanisław biskup i Bronisława, w niszach zewnętrznych. Dłuto Malińskiego, Kaufmana i Hegla miało tutaj wiele do roboty, tak w wyrobieniu owych 4-ch posągów, jak i w innych płaskorzeźbach, frontonach i ozdobach, na których widać postaci ś-go Karola Boromeusza, to udzielającego kommuniją, to każącego do ludu, to rozdającego jałmużnę. Napis na fryzie głównego frontonu pomieszczono następujący „Bogu cześć, ś-mu Karolowi Boromeuszowi sława, wiernym zbawienie”. Wnętrze kościoła prześliczne. Ale co rzecz godna uwagi, wszystkie te wyroby jakie tutaj są, pochodzą z fabryk krajowych i pracowali nad nimi li tylko robotnicy krajowi. W ołtarzach tylko pozamieszczano piękne z zagranicy sprowadzone obrazy i malowidła alfresco w presbyterium są pędzla (niewszystkie) cudzoziemskich artystów. W ołtarzu wielkim była z początku Noc święta, czyli Narodzenie Chrystusa, kopija z Corregia, dopóki jej inny nie zastąpił mediolański obraz. W kaplicy mieści się obraz malarza Rubio wspaniały, wystawiający Najświętszą Pannę z dziecięciem na ręku, unoszącą się w obłokach i otoczoną aniołami; po prawej obrazu, stoi po biskupiemu przybrany ś-ty Stanisław, po lewej ś-ty Wawrzyniec. W tejże kaplicy jest portret założycielki. Ambona w formie kielicha ulana w Chlewiskach z żelaza, zdaje się tak lekką, że przenieśćby ją można...

W bocznych elewacjach świątyni rozmieszczono zewnętrzne nisze z posągami polskich i obcych świętych i błogosławionych (m.in. bł. Wincentego Kadłubka, bł. Salomei Piastówny, św. Stanisława Kostki, św. Szymona z Lipnicy, św. Jadwigi Śląskiej, św. Jana Kantego, św. Wojciecha i św. Stanisława, a także św. Floriana, św. Rocha i św. Barbary) będące rzeźbiarskimi pracami Teofila Gadeckiego, Tadeusza Czajkowskiego wykonanymi pod kierunkiem J. Szarkiewicza (powtórnie odkutymi w 1967).
W 1890 przed głównym wejściem została ustawiona odlana w brązie figura Matki Boskiej Łaskawej, wykonana według projektu Andrzeja Pruszyńskiego z fundacji Salomei Lentzkiej.
W 1965 roku świątynia została wpisana do rejestru zabytków. 

## Galeria

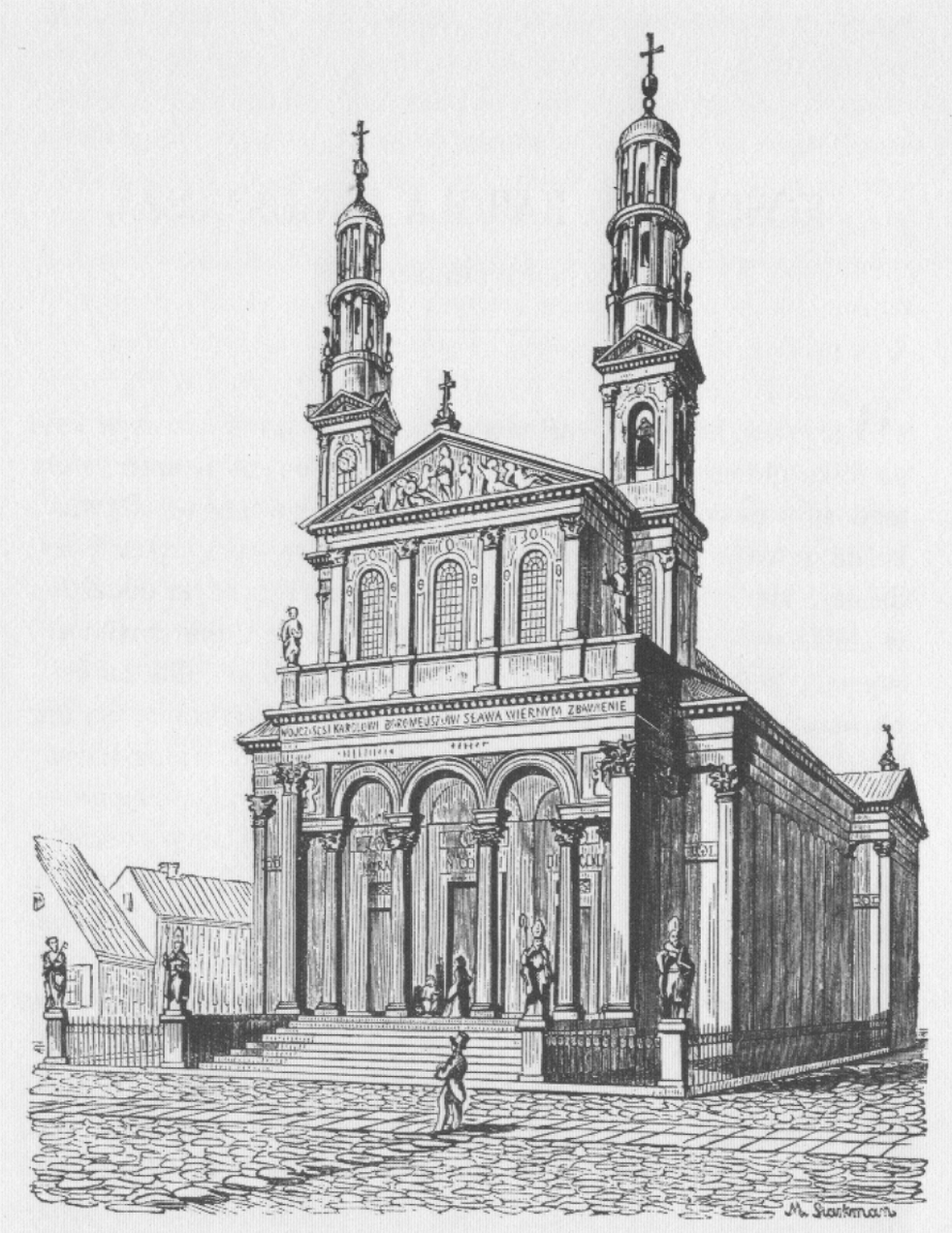
Kościół na drzeworycie M. Starkmana, ok. 1855
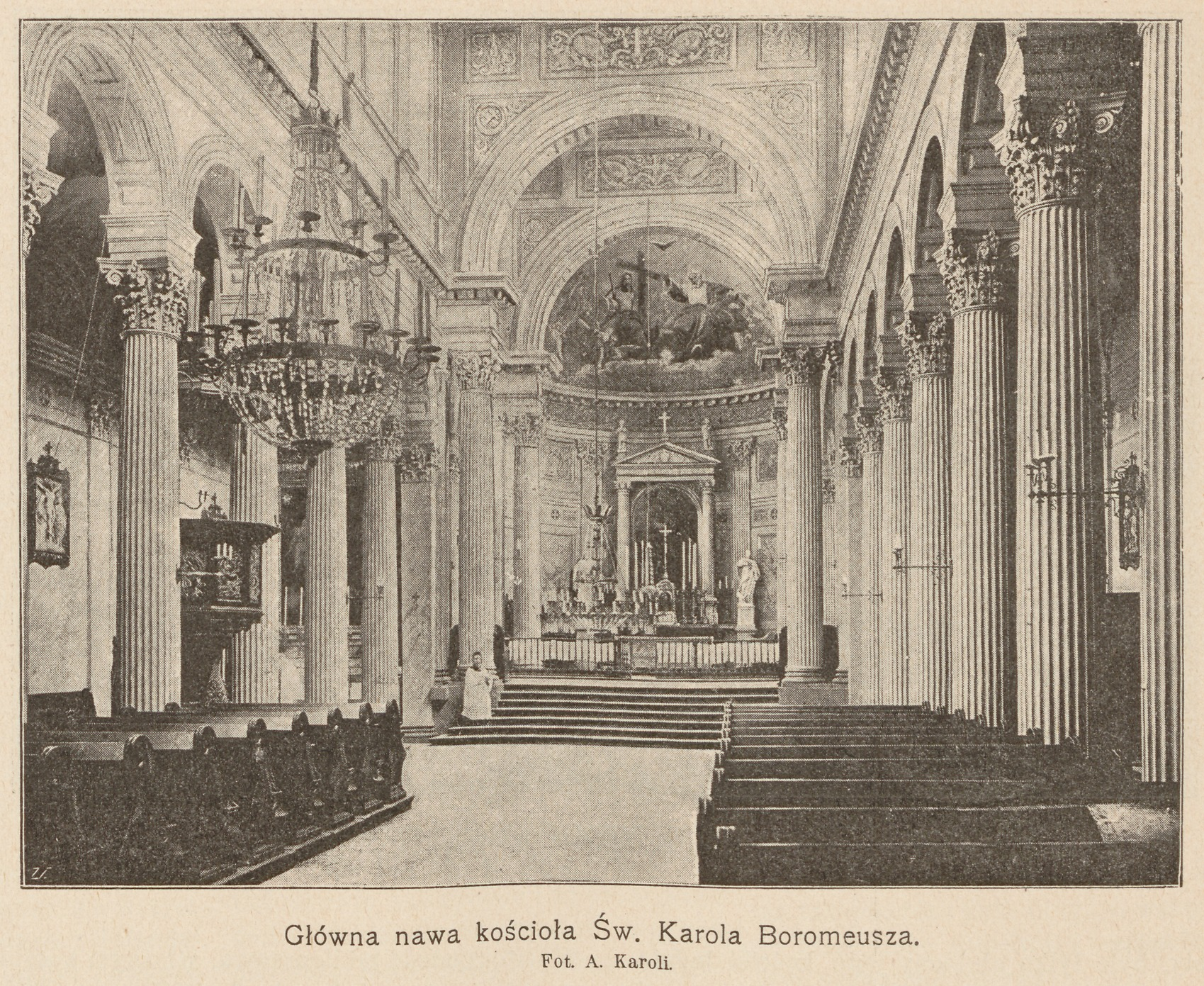
Wnętrze świątyni w 1899
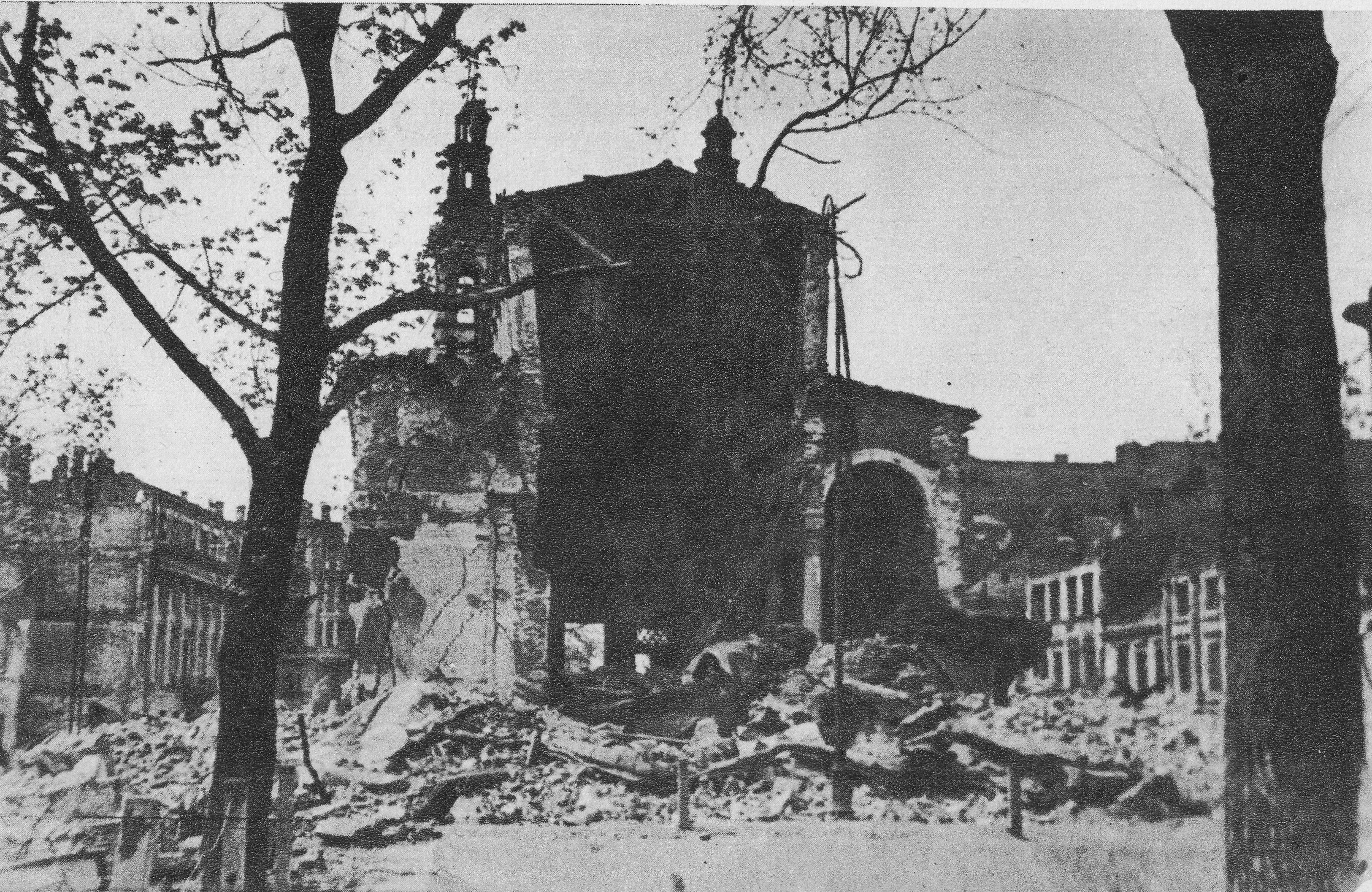
Częściowo zniszczony przez Niemców kościół w 1945
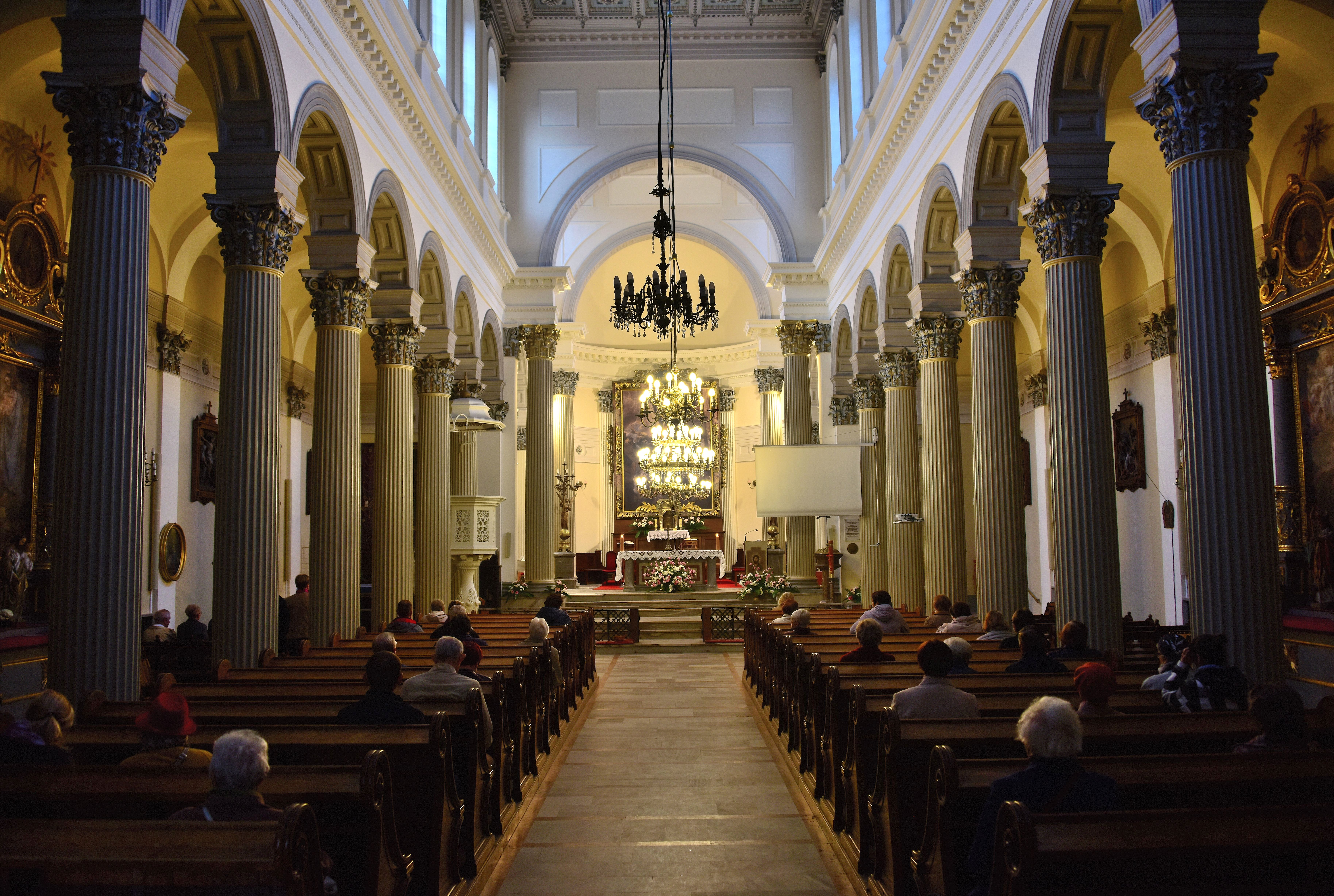
Wnętrze świątyni w 2019